# Splash-In Aviation Petrel-X
Dimensions
Le Splash-In Aviation Petrel-X est un aéronef de type ULM-Hydravion conçu par la société Splash-in Aviation basée à Vannes.

## Histoire
Le Petrel-X est une évolution du SMAN Petrel produit dans les années 1990. À l'étude depuis l'automne 2020, le Petrel-X effectue son premier vol en 2022. L'hydravion a obtenu l'homologation de la DGAC en 2023.

## Caractéristiques
- Moteur Rotax 912 ULS 100 ch
- Hélice propulsive E-Props 5 pales
- Envergure : 8.60 m
- Longueur : 6.40 m
- Trains électriques
- Cadrans analogiques
- Portes amovibles
- Masse à vide : 310 kg
- Homologué dans la catégorie ULM multiaxe 570 kg

## Performances
- Vitesse de croisière : 160 km/h
- VNE : 210 km/h
- Vitesse de décrochage : 65 km/h
- Finesse max : 90 km/h[5]